# Finn E. Kydland
Finn Erling Kydland (sinh ngày 1 tháng 12 năm 1943) là nhà kinh tế học người Na Uy. Ông hiện là Giáo sư kinh tế mang tên Henley tại Đại học California, Santa Barbara. Ông cũng giữ chức danh giáo sư ưu tú mang tên Richard P. Simmons tại Trường kinh tế Tepper thuộc Đại học Carnegie Mellon nơi ông nhận bằng tiến sĩ và một vị trí bán thời gian tại Trường kinh tế Na Uy (NHH). Kydland được trao giải Nobel Kinh tế năm 2004 (cùng với Edward C. Prescott), "cho những đóng góp của họ về kinh tế vĩ mô động: thời gian nhất quán của các chính sách kinh tế và động lực thúc đẩy chu trình kinh doanh".

## Tiểu sử

### Những năm tuổi trẻ
Kydland là con cả trong một gia đình 6 anh chị em tại một trang trại giai đình ở Søyland, Gjesdal, nằm trong vùng nông nghiệp Jæren ở huyện Rogaland, tây nam Na Uy. Ông được hưởng một sự giáo dụ tự do, cha mẹ ông không áp đặt nhiều hạn chế đối với con cái. Finn Kydland quan tâm tới toán học và kinh tế học khi ở tuổi trưởng thành, sau khi ông làm một số sổ sách kế toán tại trang trại nuôi chồn của một người bạn.
Với sự quan tâm trong kinh tế học lý thuyết, Kydland nhận được bằng củ nhân tại NHH vào năm 1968 và bằng tiến sĩ kinh tế tại Đại học Carnegie Mellon năm 1973, với luận án: Quy hoạch kinh tế vĩ mô phân tán. Sau khi nhận bằng tiến sĩ, ông trở về NHH với tư cách một giảng viên. Năm 1978, ông chuyển về Carnegie Mellon với tư cách phó giáo sư. Ông sống ở Mỹ kể từ đó.